# 丹尼尔·赫斯
丹尼尔·赫斯（德語：Daniel Hess，1998年7月31日—），德國男子羽毛球運動員。

## 簡歷
2017年5月，丹尼尔·赫斯出戰羅馬尼亞羽毛球國際賽，與扬·科林·福尔克合作打進男子雙打比賽準決賽。

## 主要比賽成績
只列出曾進入準決賽的國際賽事成績：
| 年份   | 賽事                       | 公開賽級別 | 項目     | 拍檔                | 成績   |
| ------ | -------------------------- | ---------- | -------- | ------------------- | ------ |
| 2017年 | 羅馬尼亞羽毛球國際賽       | 未來系列賽 | 男子雙打 | 扬·科林·福尔克      | 準決賽 |
| 2018年 | 白夜羽毛球賽               | 國際挑戰賽 | 男子雙打 | 约翰尼斯·皮斯托留斯 | 亞軍   |
| 2018年 | 哈爾科夫羽毛球國際賽       | 國際挑戰賽 | 男子雙打 | 约翰尼斯·皮斯托留斯 | 亞軍   |
| 2021年 | 歐洲羽毛球混合團體錦標賽   | 其他       | 混合團體 | －                  | 季軍   |
| 2021年 | 奧地利羽毛球公開賽         | 國際系列賽 | 男子雙打 | 约翰尼斯·皮斯托留斯 | 準決賽 |
| 2022年 | 聖但尼羽毛球公開賽         | 國際挑戰賽 | 男子雙打 | 比雅尼·盖斯         | 準決賽 |
| 2023年 | 愛爾蘭羽毛球公開賽         | 國際挑戰賽 | 混合雙打 | Julia Meyer         | 準決賽 |
| 2024年 | 歐洲羽毛球男女子團體錦標賽 | 其他       | 男子團體 | －                  | 季軍   |
| 2025年 | 歐洲羽毛球混合團體錦標賽   | 其他       | 混合團體 | －                  | 季軍   |

| 2007-2017年 | 首要超級賽 | 超級賽 | 黃金大獎賽 | 大獎賽 | 國際挑戰賽 | 國際系列賽 | 未來系列賽 | 其他 |

| 2018-2026年 | 總決賽 | 超級1000賽 | 超級750賽 | 超級500賽 | 超級300賽 | 超級100賽 | 國際挑戰賽 | 國際系列賽 | 未來系列賽 | 其他 |